# Zohapilco
Zohapilco es un yacimiento arqueológico que se encuentra en el borde del lago de Chalco, en Tlapacoya, en las tierras altas centrales de México. Presenta restos del intervalo que se extiende desde el 5500 hasta el 2200 a. C.
Zohapilco fue un asentamiento conocido por la fecha más temprana en el uso de la cerámica, y era el sitio principal para la cultura de Tlatilco. Zohapilco era un sitio al aire libre en lugar de un refugio de piedra, que es un precursor de los pueblos del Arcaico Tardío. En Zohapilco no habían desarrollado la agricultura: la gente confiaba más en la caza y en la recolección. A pesar de que la zona estuvo habitada durante las estaciones húmedas y secas, no hay pruebas concluyentes para demostrar el sedentarismo permanente.

## Cerámica
Zohapilco era el sitio más antiguo. Aproximadamente 5000 años de edad y 5,7 cm de largo, es una figura abstracta de una mujer embarazada roto en el torso. Hay hendiduras pequeñas para los ojos, una protuberancia de la nariz, y un vientre hinchado exagerada. Los arqueólogos creen que la cifra se refiere a la fertilidad. Muchas figuras de cerámica se han encontrado en ese momento están rotas, es probable que se hicieron en tiempos de crisis o un evento especial para mostrar la dedicación, y eran destruidos después de que el evento había terminado. Otras cerámicas que se han encontrado son de Tecomate, que se usó para hacer cuencos y las calabazas. Ellos son comúnmente un color marrón claro con una raya roja en el borde del tazón.

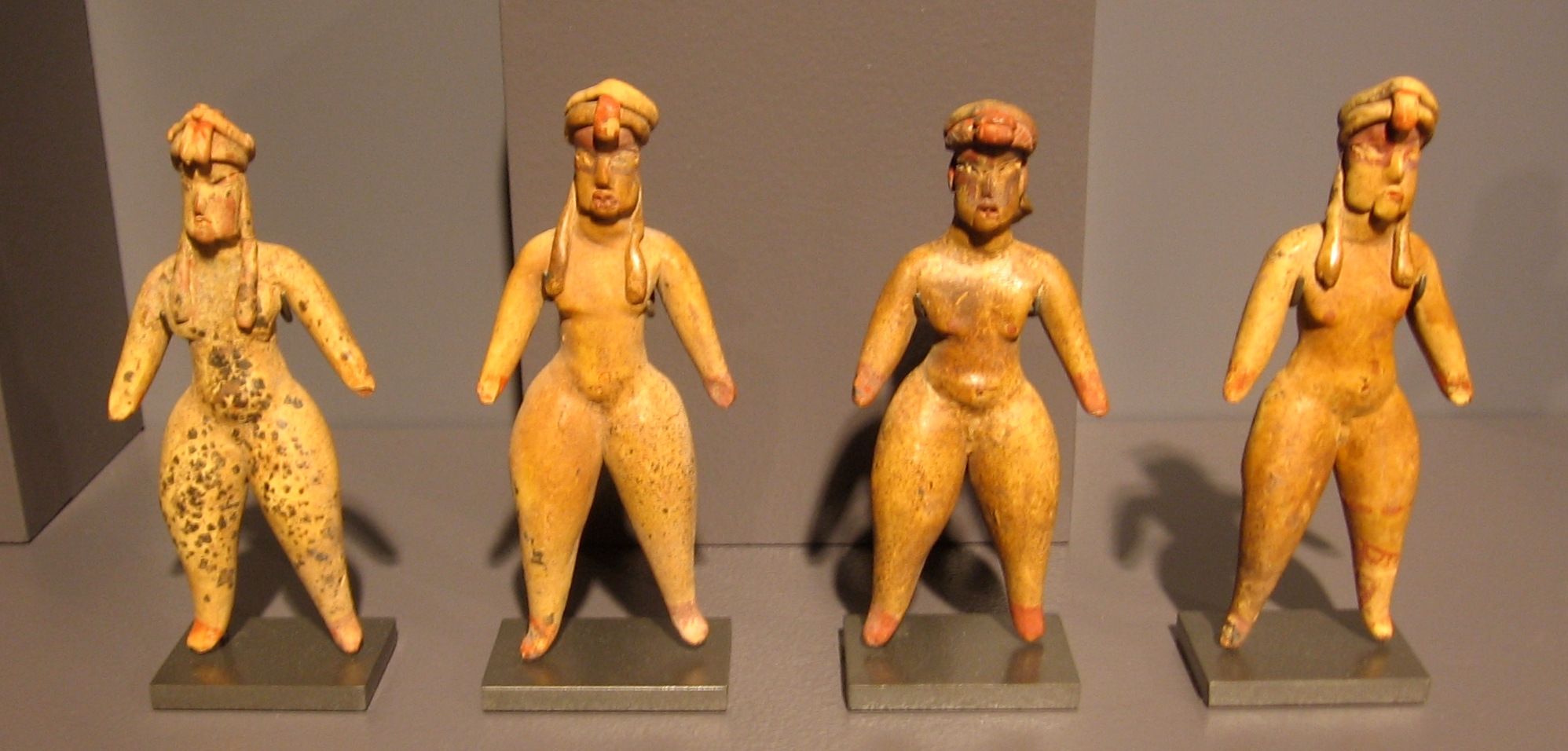
Figurillas de barro

## Imágenes
- Imágenes en el sitio Mesoweb.

- Datos: Q8073441